# Sinechismo
Il sinechismo è un concetto filosofico postulato da Charles Sanders Peirce che promuove l'idea di continuità di caratteristiche tra natura animata, inanimata e facoltà umane in quanto appartenenti ad uno stesso processo evolutivo di tipo vitalistico, come elemento irrinunciabile della speculazione filosofica. Il concetto viene spesso menzionato nelle discussioni riguardo alla possibile coesione teorica tra natura e cultura.
La realtà infatti tende a evolversi diventando ordinata e unita, il sinechismo è quindi la continuità tra le realtà precedenti e quelle successive formatesi in seguito all'evoluzione.